# Desnacionalización del cobre
Se denomina desnacionalización del cobre al proceso inverso de la denominada nacionalización del cobre, que ocurrió durante la dictadura militar de Augusto Pinochet y los gobiernos democráticos posteriores, mediante el cual la explotación del cobre en Chile volvió a pasar mayoritariamente a manos de propietarios privados nacionales y extranjeros.

## Historia
El proceso de chilenización del cobre inició tímidamente durante el segundo mandato del general Carlos Ibáñez del Campo, con la creación del Departamento del Cobre. Luego, este proceso continuó durante el gobierno de Eduardo Frei Montalva quien, al contar con una importante representación parlamentaria, pudo acelerar la nacionalización del cobre. Le siguió el gobierno de Salvador Allende, durante el cual el Congreso Nacional aprobó por unanimidad la nacionalización con la cual el Estado de Chile pasó a controlar el 100% de la propiedad y explotación de los grandes yacimientos minerales existentes y por descubrirse.
Para operar cada mineral nacionalizado el estado creó una empresa por cada yacimiento. Así fue como surgieron Minera Chuquicamata, Cobresal (El Salvador), Minera Andina y Minera El Teniente. Ante la desorganización inicial y el problema que implicaba que cada empresa actuara de manera individual y descoordinada, se decidió que la Corporación del Cobre, creada por el presidente Eduardo Frei Montalva en 1967 tomará el control y coordinación de todas estas nuevas empresas estatales. En 1976, todas estas empresas y el Departamento del Cobre fueron unificadas al crearse la Corporación Nacional del Cobre.
Con el Golpe de Estado al gobierno de Allende, se inicia la dictadura militar de Augusto Pinochet. Durante este régimen dictatorial, en 1981, se aprobó la Ley N.° 18.097 «Orgánica Constitucional de Concesiones Mineras», mediante la cual los yacimientos de minerales pasaron a ser «Concesiones Plenas»,lo que implicó que los recursos naturales pasaron a ser propiedad del que obtuviera la concesión para explotarlos, hasta el momento en que se agotara el yacimiento.
Los defensores de esta ley señalan que esta medida se tomó en consideración a que el Estado de Chile y CODELCO no disponían de los recursos financieros, tecnológicos y personal capacitado para explotar los yacimientos[cita requerida] Como contrapartida a esta postura se señala que dentro del régimen militar existieron voces disidentes de algunos generales quienes sostenían que los grandes recursos minerales eran estratégicos para el desarrollo económico, político y social de Chile motivo por el cual no podía entregarse a empresas transnacionales y que la falta de capital financiero, tecnológico y personal altamente capacitado podría suplirse con la creación de un fondo que reuniría los recursos en un plazo determinado y además que se podría recurrir a la asesoría de países amigos como la República Popular China (el país asiático pese a ser comunista mantuvo excelentes relaciones con la dictadura chilena [cita requerida]ya que ambos países históricamente han basado su diplomacia en el respeto y no intervención), Israel (gran aliado de Chile), Brasil, Alemania, Japón, Sudáfrica (este país debido al apartheid estaba tanto o más aislado que Chile y su industria minera era de las más importantes del mundo permitiendo que la población blanca detentara del poder tuviera un nivel de desarrollo al de Alemania o Inglaterra)[cita requerida]. Este grupo de militares nacionalistas eran conocidos como halcones y perdieron la pugna de poder siendo gradualmente pasados a retiro o designados en cargo sin mayor trascendencia como embajadas en países lejanos, se cree que fue una victoria de estos militares que la constitución política de 1980 establecería que el Estado de Chile era el dueño de los grandes yacimientos mineros, frase que antecede en el texto constitucional a la facultad del Estado de otorgar concesiones además se reservó para el Estado de Chile la propiedad y explotación del litio y se conservó la propiedad estatal de la empresa productora de cobre CODELCO (creada en 1976) aunque se estableció que el 10% de sus ventas anuales serían destinadas a las fuerzas armadas para la adquisición de armamento.
Los defensores de renacionalizar la gran minería dicen que ese porcentaje permitió que no se privatizara CODELCO tras el retorno a la democracia y que tras varios intentos por privatizarla, el primero en 1995 a iniciativa del gobierno del expresidente Eduardo Frei Ruiz-Tagle ahora podría correrse el riesgo debido a que el Congreso Nacional, con el apoyo de todos los partidos, aprobó la nueva ley de financiamiento de las fuerzas armadas, que elimina el 10% de las ventas de Codelco y saca del directorio de la empresa al oficial que representaba a las instituciones castrense, por ello consideran que se despejó el camino de cualquier obstáculo para la privatización.
Durante la dictadura militar, la empresa privada se mostró reacia a invertir en la explotación del cobre chileno, pues existía la incertidumbre de si esta ley podría durar en el tiempo.Sin embargo, durante los posteriores gobiernos democráticos se aprobaron nuevas leyes y tratados de libre comercio con países extranjeros que facilitaron la inversión privada, incluyendo rebajas a la carga tributaria.

## El fenómeno de la desnacionalización del cobre
Debido a las facilidades entregadas al capital privado, la inversión extranjera en Chile se disparó a partir de los años 1990, junto con la producción del mineral rojo. Si en 1973 el 100 % de la producción cuprífera estaba en manos del estado, para 2007 ese porcentaje se reducía a 31%. Entre la década de 1990 y la primera década del siglo XXI, la inversión privada en el cobre alcanzó alrededor de los 19 000 millones de dólares. Con el aumento de los precios del cobre a partir de la segunda mitad de la década de 2000, la fuerte inversión fue acompañada de fuertes ganancias, del orden de 15 000 millones de dólares anuales en el sector privado.

## Controversia
Los economistas y políticos tienen posturas distintas acerca del fenómeno. Algunos indican que la inversión ha generado nuevos puestos de trabajo y contribuido al bienestar de la nación,[cita requerida] mientras que otros indican que las altas utilidades que logran las empresas son inadecuadas. Durante los gobiernos de los presidentes Ricardo Lagos Escobar y Sebastián Piñera se han discutido en el Congreso proyectos de regalía que afectan a las mineras privadas, para aumentar la recaudación del fisco por concepto de extracción del mineral. Sin embargo, algunos economistas, periodistas y políticos han indicado que estas modificaciones han sido marginales tomando en consideración las altas utilidades captadas por las empresas extranjeras, mientras que otros actores, sobre todo los ligados a los sectores productivos, lo han considerado excesivo y un problema para la competitividad del país.